# جيني أولدفيلد
جيني أولدفيلد (بالإنجليزية: Jenny Oldfield)‏ هي كاتبة للأطفال وكاتِبة بريطانية، ولدت في 8 أغسطس 1949.